# Otacilia lata
Espèce
Otacilia lata est une espèce d'araignées aranéomorphes de la famille des Phrurolithidae.

## Distribution
Cette espèce est endémique du Hunan en Chine,. Elle se rencontre dans le xian de Shimen.

## Description
Le mâle holotype mesure 2,55 mm et la femelle paratype 3,05 mm.

## Publication originale
- Yao, Irfan & Peng, 2019 : Five new species of Otacilia Thorell, 1897 (Araneae: Phrurolithidae) from the Wuling Mountain Range, China. Zootaxa, no 4613(2), p. 290-304.